# Райли, Майк (футбольный судья)
Майкл Э́нтони Ра́йли (англ. Michael Anthony Riley), более известный как Майк Ра́йли (англ. Mike Riley; родился 17 декабря 1964 года) — завершивший карьеру английский футбольный судья из Лидса. Обслуживал матчи Футбольной лиги Англии, Премьер-лиги и международные матчи под эгидой УЕФА и ФИФА. В настоящее время является главой Совета профессиональных судей Англии.

## Карьера
С 1989 года Райли работал помощником судьи в Футбольной лиге, а в 1994 году стал сам судить футбольные матчи. В 1999 году получил статус арбитра ФИФА, что позволило ему обслуживать международные матчи.

### Критика
Райли подвергся критике за судейство в матче между «Манчестер Юнайтед» и «Арсеналом» в 2004 году, в котором он назначил пенальти за неочевидный фол Сола Кэмпбелла против Уэйна Руни. Этот матч завершился поражением «Арсенала», прервав рекордную серию «канониров» без поражений, после чего на Райли с критикой обрушились Арсен Венгер, болельщики «Арсенала» и ряд британских таблоидов, например, Daily Mail.
Бывший главный тренер «Болтона» Сэм Эллардайс раскритиковал Райли за судейство в матче между «Болтоном» и «Блэкберном» 14 января 2006 года. Эллардайс решил отрицать обвинения Футбольной ассоциации в неподобающем поведении, но после личных слушаний был признан виновным, оштрафован на £2000 и получил предупреждение.
30 марта 2006 года Райли судил матч Кубка УЕФА между софийским «Левски» и «Шальке 04», в котором он удалил игрока «Левски» за вторую жёлтую карточку, хотя нарушение было неочевидным. После матча президент «Левски» Тодор Батков прокомментировал решение Райли: «Этот британский гомосексуалист разрушил игру», по поводу чего Футбольная ассоциация Англии пожаловалась в УЕФА.
После матча между «Челси» и «Редингом» 14 октября 2006 года Райли вновь подвергся критике. В этом матче серьёзную травму черепа получил вратарь «Челси» Петр Чех.
В первом тайме матча между «Ньюкаслом» и «Редингом» 30 апреля 2007 года Райли показал красную карточку льву Кингсли Ройалу, официальному талисману «Рединга», за то, что тот стоял слишком близко к футбольному полю. Также сообщалось, что один из помощников Райли ошибочно принял льва Кингсли за одного из игроков «Рединга» и по ошибке зафиксировал офсайд. Представитель Футбольной ассоциации Англии прокомментрировал инцидент с удалением льва: «Арбитр сообщил нам, что талисман сделал несколько подстрекательских жестов. Я не знаю, что это были за жесты, и сейчас мы дополнительно изучаем ситуацию, а также посмотрим видеоповторы». Просмотрев видеоповторы, Футбольная ассоциация решила не предпринимать никаких дополнительных действий.
В отборочном матче к чемпионату Европы 2008 года между сборными Албании и Нидерландов, который прошёл 12 сентября 2007 года, Райли не засчитал гол албанцев, забитый на последних минутах встречи, когда защитник Марио Мельхиот отправил мяч головой в сетку своих ворот после штрафного албанцев. Райли отменил гол и назначил штрафной в пользу голландцев. Он также завершил матч на две минуты раньше срока из-за файеров, брошенных болельщиками. За незасчитанный гол Райли очень жёстко критиковали албанские СМИ и футболисты. Ассоциация футбола Албании даже направила официальную жалобу на судейство Райли в УЕФА.
В феврале 2009 году в матче между «Челси» и «Ливерпулем» Райли удалил с поля Фрэнка Лэмпарда за фол против Хаби Алонсо. После этого удаления «Ливерпуль» забил два гола в ворота «Челси» и одержал победу со счётом 2:0. Однако, судя по видеоповторам, в инциденте с удалением Лэмпард играл в мяч, вследствие чего «Челси» подал апелляцию на красную карточку, которая была отменена. Лэмпард заявил, что арбитры должны консультироваться со своими помощниками, прежде чем принимать серьёзные решения в матчах. В том же матче Стивен Джеррард сделал два нарушения, потенциально заслуживающих удаления, но они оба были проигнорированы арбитром. Тогда же Райли никак не наказал Жозе Бозингву за пинок в спину Йосси Бенаюна, причём даже главный тренер «Челси» Луис Фелипе Сколари признал, что за это нарушение Босингва должен был быть удалён. Но помощники Райли не заметили это нарушение, поэтому оно не было включено в протокол матча, и Футбольная ассоциация не смогла предпринять меры наказания по отношению к защитнику «Челси».
В марте 2009 году главный тренер «Халл Сити» Фил Браун обвинил Райли в «позорном» судействе и в том, что на его решения повлияли болельщики «Арсенала» на «Эмирейтс». За свои комментарии Фил Браун был оштрафован Футбольной ассоциацией на £2500.
В апреле 2009 года Майк Райли был назначен арбитром на матч полуфинала Кубка Англии между «Эвертоном» и «Манчестер Юнайтед». Главный тренер «Эвертона» Дэвид Мойес потребовал у Футбольной ассоциации Англии провести расследование, не является ли Райли болельщиком «Манчестер Юнайтед». Футбольная ассоциация Англии отвергла обвинения Мойеса в предвзятости Райли. В самом матче Райли не назначил пенальти за возможный фол Фила Ягелки на Дэнни Уэлбеке в штрафной «Эвертона», после чего сэр Алекс Фергюсон предположил, что на Райли повлияли комментарии Мойеса.

### После завершения карьеры
Майк Райли был назначен главой Совета профессиональных судей (Professional Game Match Officials Board, PGMO) в июне 2009 года, сменив на этом посту Кейта Хакетта. После этого он завершил карьеру футбольного арбитра.

## Статистика
| Сезон                                                     | Матчи | Всего | за матч | Всего | за матч |
| --------------------------------------------------------- | ----- | ----- | ------- | ----- | ------- |
| 1997/98                                                   | 28    | 87    | 3,11    | 3     | 0,11    |
| 1998/99                                                   | 23    | 81    | 3,52    | 7     | 0,30    |
| 1999/2000                                                 | 28    | 93    | 3,32    | 9     | 0,32    |
| 2000/01                                                   | 36    | 141   | 3,92    | 9     | 0,25    |
| 2001/02                                                   | 31    | 117   | 3,77    | 19    | 0,61    |
| 2002/03                                                   | 33    | 105   | 3,18    | 7     | 0,21    |
| 2003/04                                                   | 38    | 130   | 3,42    | 6     | 0,16    |
| 2004/05                                                   | 39    | 117   | 3,00    | 11    | 0,28    |
| 2005/06                                                   | 42    | 147   | 3,50    | 16    | 0,31    |
| 2006/07                                                   | 43    | 145   | 3,37    | 13    | 0,30    |
| 2007/08                                                   | 37    | 124   | 3,35    | 6     | 0,16    |
| Всего                                                     | 409   | 1287  | 3,14    | 103   | 0,27    |
| Примечания: данные по сезону 1996/97 и ранее отсутствуют. |       |       |         |       |         |